# 門田就顕
門田 就顕（もんでん なりあき）は、戦国時代から安土桃山時代にかけての武将。毛利氏の家臣。父は門田元久。初名は「貞広」。

## 生涯
永正元年（1504年）、毛利氏庶流の門田元久の子として生まれる。
天文9年（1540年）9月12日に行われた吉田郡山城の戦いの局地戦である鎗分の戦いに参加しており、合戦注文にも「門田宮内大夫」の名が記されている。
天文11年（1542年）3月28日、毛利元就から石見国邑智郡阿須那の藤禰名の内の1町の地を給地として与えられる。
天正2年（1574年）3月25日に死去。享年71。長男の新太郎は早世しており、次男の元忠が後を継いだ。また、就顕の遺言により、三男の元貞に元忠から知行地が分与されている。